# Casserengue
Casserengue é um município brasileiro do estado da Paraíba, localizado na Região Geográfica Imediata de Guarabira. De acordo com o IBGE (Instituto Brasileiro de Geografia e Estatística), no ano de 2010 sua população era estimada em 7 058 habitantes. Área territorial de 201 km².

## História
A colonização da área ocorreu no século XVII, quando as primeiras sesmarias foram concedidas a Domingos Vieira e Zacarias de Melo.  A fundação aconteceu quando um dos descendentes dos colonizadores fixou moradia naquele planalto com fazenda de gado e engenho.
Os primeiros habitantes a se instalar na região foram Raimundo Soares, Fernando Macena, Severino Lopes, Berlamino Soares e Francisco Marculino dos Santos[carece de fontes?].
Logo que começou o povoamento, começou a migração de habitantes de outros municípios como a família de José Homero (Bananeiras), a família de dona Elisa Cardoso (Barra de Santa Rosa), a família de seu Silvinha (Arara), dentre vários outros moradores antigos[carece de fontes?].
O verdadeiro fundador de Casserengue foi o popular Chico Ventania, que era um dos proprietários de terra agrícola da região. Chico Ventania, receoso de que suas terras serem tomadas para as mãos de estranhos ele procurou seus vizinhos o Sr. Doval da Costa Lira, Raimundo Soares Câmera, Fernando Macena e outros que juntos resolveram que dariam parte de suas terra para que fosse formado o povoado de Casserengue[carece de fontes?]. Após ter combinado em fundar o povoado Chico Ventania e Durval da costa Lira resolveram procurar o prefeito do Município de  Solânea, o Sr. João Elicio da Rocha para tornarem legal a formação do povoado. As lideranças da região dariam o apoio à candidatura de Epifânio Plácido da Silva que se comprometia em torna legal o povoado de Casserengue. Em 28 de Julho de 1978, foi criada a Lei 38/78 passando Casserengue à categoria de distrito[carece de fontes?].
Em 15 de novembro de 1993, ocorreu em todo Brasil foram realizado plebiscitos dos municípios onde existiam povoados, vilas ou distritos que cumpriam os requisitos para ser tornarem novos municípios. Casserengue foi um dos 51 municípios onde a população foi consultada e decidiu pelo desmembramento do município de Solânea. O Distrito de Casserengue, hoje cidade, alcançou sua independência e emancipação político-administrativa e social graças ao então deputado Ramalho Leite, que criou o projeto de lei[carece de fontes?]. O distrito administrativo e judiciário foi criado em 29 de abril de 1994. O governo do estado, através do então governador Cícero Lucena Filho, oficializou a escolha da população, criando a lei nº 5.922 que instituiu o desmembramento do distrito de Casserengue, emancipando-o em relação ao município de Solânea. A instalação do município de Casserengue se deu em 1 de janeiro de 1997, quando foi dada posse ao primeiro prefeito de Casserengue,  Antonio Pereira de Sousa.

## Topônimo
O nome Casserengue surgiu muito antes da formação do povoado; fala-se que viajantes de outras localidades da região, ao saírem em viagem, pernoitavam naquela localidade onde hoje é a cidade de Casserengue e durante a estadia naquele lugar percebiam as árvores que ficavam úmidas e que as folhas ficavam molhadas. Diante dessas observações, os viajantes comentavam o seguinte: este lugar demora, custa a chover mas, sempre à noite cai sereno, daí então surgiu o nome Casserengue[carece de fontes?].

## Geografia
O município está incluído na área geográfica de abrangência do semiárido brasileiro, definida pelo Ministério da Integração Nacional em 2005.  Esta delimitação tem como critérios o índice pluviométrico, o índice de aridez e o risco de seca. O clima é quente, com chuvas de inverno, sendo o período chuvoso de fevereiro a agosto e a precipitação média anual da ordem de 750 mm.
O município de Casserengue está inserido na unidade geoambiental dos serrotes, inselbergues e maciços residuais.  A vegetação é de Caatinga hipoxerófila, com pequenas áreas de florestas caducifólia.
O município de Casserengue encontra-se inserido nos domínios da bacia hidrográfica do rio Curimataú. O principal curso d’ água é o Rio Curimataú. O principal corpo de acumulação é o açude Cacimba da Várzea.
Seu Índice de Desenvolvimento Humano (IDH) é de 0.513, segundo o Atlas de Desenvolvimento Humano/PNUD (2000).
São registrados 12 domicílios particulares permanentes com banheiro ligados à Rede Geral de Esgoto, 516 domicílios particulares permanentes com abastecimento ligado à Rede Geral de Água e 571 domicílios particulares permanentes têm lixo Coletado. Existe 01 Estabelecimento de Saúde Prestadores de Serviços ao SUS, sem leitos. O Ensino Fundamental tem 2.046 Matrículas e o Ensino Médio 0(zero). Nas Articulações entre as Instituições encontra-se o Convênio de Cooperação com Entidades Públicas nas áreas de educação, saúde, habitação e desenvolvimento urbano, e o Apoio de Entidades Privadas ou da Comunidade na área de assistência e desenvolvimento social.
Encontram-se Informatizados o Cadastro e/ou bancos de dados de saúde, Controle de execução orçamentária, Cadastro imobiliário (IPTU), Cadastro de funcionários, Contabilidade e Folha de pagamento.
Terceirizados estão Serviços de advocacia, Processamento de dados, Transporte escolar e Contabilidade.
Observa-se a existência de Programas ou Ações na Área de Geração de Trabalho e Renda e capacitação profissional.
Verifica-se descentralização administrativa com a formação de Conselhos nas áreas de saúde, assistência social e Fundo municipal nas áreas de saúde e assistência social. Existem Atividades Sócio-Culturais como Clubes e associações recreativas e Banda de música.